# Bulletin of Hispanic Studies
El Bulletin of Hispanic Studies es una revista científica arbitrada editada por la Universidad de Liverpool dedicada al estudio de la lengua, la literatura y la cultura de España, Portugal y Latinoamérica.
Fue fundada en 1923 por el hispanista E. Allison Peers con el nombre de Bulletin of Spanish Studies; cambió al nombre actual en 1948. La revista ha estado dirigida, entre otros, por el propio Allison Peers (1923-1952), A. E. Sloman (1952-1962) o Geoggrey Ribbans.